# Modern Monetary Theory
Die Modern Monetary Theory (abgekürzt MMT, auch Modern Money Theory bzw. Modern Monetary Economics, abgekürzt MME) ist eine heterodoxe makroökonomische Theorie, die in einer eigenen Analyse des Geldsystems gründet. Währungen gelten dabei als staatliches Monopol und Arbeitslosigkeit als ein Beweis dafür, dass der Währungsmonopolist das Geldangebot, das zur Zahlung von Steuern und zur Befriedigung von Konsum benötigt wird, übermäßig einschränkt.
Als Hauptvertreter der MMT gelten Warren Mosler, Bill Mitchell, Randall Wray, Stephanie Kelton, Pavlina Tcherneva, James K. Galbraith und Michael Hudson. Auch Scott Fullwiler, Fadhel Kaboub, Mathew Forstater und in Europa Dirk Ehnts, Andrea Terzi, Günther Grunert, Maurice Höfgen und Paul Steinhardt werden dieser Denkrichtung zugerechnet.
Die MMT besagt, dass Staaten durch den Einsatz von Fiskalpolitik neues Geld schaffen können, um damit Vollbeschäftigung herzustellen. Das Hauptrisiko besteht dabei in einer evtl. auftretenden Inflation in der Folge einer zu hohen gesamtwirtschaftlichen Nachfrage nach Gütern und Dienstleistungen, welche allerdings seit der frühen Nachkriegszeit nicht mehr beobachtet wurde. Die MMT wird in der Wirtschaftswissenschaft hinsichtlich ihrer theoretischen Solidität, ihren Implikationen für die Politik und ihren Unterschieden zur orthodoxen Makroökonomik – auch von namhaften Ökonomen wie Paul Krugman, Jens Südekum oder Adam Tooze – rezipiert und kontrovers diskutiert.

## Grundaussagen
Die MMT lässt sich im Wesentlichen in folgenden Hauptpunkten zusammenfassen:
Staaten, die eine eigene Fiat-Währung herausgeben (eine Währung ohne inneren Wert wie er beispielsweise bei Gold vorliegt)
1. können für Waren, Dienstleistungen und finanzielle Vermögenswerte bezahlen, ohne vor solchen Käufen zuerst Geld in Form von Steuern oder Anleihen einnehmen zu müssen,
2. können nicht in Anleihen der eigenen Währung in Insolvenz geraten,
3. sind in der Geldschöpfung und staatlichen Ausgaben nur durch Inflation begrenzt, die sich beschleunigt, sobald die realen Ressourcen (Arbeit, Kapital und natürliche Ressourcen) der Ökonomie bei Vollbeschäftigung ausgeschöpft sind,
4. können automatische Stabilisatoren zur Eindämmung von Nachfragesoginflation verwenden, anstatt Steueranpassungen zu nutzen,
5. können Anleihen als geldpolitisches Instrument und nicht als Finanzierungsinstrument emittieren.

Die MMT sieht in ihrer Analyse des Geldsystems ein Alleinstellungsmerkmal gegenüber den anderen heterodoxen Theorien und dem ökonomischen Mainstream. Sie weist Verwandtschaft mit dem Postkeynesianismus auf. Wie die Post-Keynesianer lehnt die MMT die ricardianische Äquivalenz und die Theorie des Crowding-Out ab und hält an den Konzepten der Unsicherheit, der effektiven Nachfrage, der Endogenität des Geldes und der finanziellen Instabilität fest.
Die MMT nimmt an, dass ein monetär souveräner Staat keinen intrinsischen finanziellen Restriktionen in seiner eigenen Währung unterliege, da er diese Währung selbst emittiere. Er sei folglich immer in der Lage alle fälligen Zahlungen zu leisten. Dies bedeute, dass er alles kaufen könne, was in der eigenen Währung zum Verkauf angeboten werde, und auch nicht die Steuern erhöhen müsse, um Einnahmen zur Bedienung und Rückzahlung seiner Schulden zu erzeugen. Problematisch werde es nur dann, wenn sich ein monetär souveräner Staat in einer Fremdwährung verschulde, die er eben nicht selbst schaffe und nicht kontrolliere. In diesem Fall befinde er sich in der gleichen Situation wie ein privater Kreditnehmer. Im Gegensatz dazu seien nichtsouveräne Staaten, die ihre monetäre Souveränität aufgegeben hätten und dauerhaft eine Fremdwährung verwendeten, finanziellen Einschränkungen und schlussendlich auch einem Insolvenzrisiko ausgesetzt.
Der Australier Bill Mitchell fasste die wichtigsten Thesen der MMT zusammen, deren Kern lautet: Seit Wegfall der Goldbindung erkläre sich die Akzeptanz der modernen Fiat-Währungen durch staatliche Vorschriften. Die Regierung lege als gesetzliches Zahlungsmittel ihre Währung fest. Diese habe keinen intrinsischen Wert. Was uns veranlasse dieses Geld zu benutzen, sei die Tatsache, dass alle Steuern und sonstigen staatlichen Forderungen mit ihm zu begleichen sind. Aufgrund seines Geldmonopols könne es dem Staat nie an Geld mangeln. Er brauche weder Kreditgeber noch Steuerzahler, um mehr Geld zu bekommen. Die Grundeinsicht der MMT sei, dass die Regierung nicht gezwungen sei, zur Finanzierung ihrer Ausgaben Steuern zu erheben.
Die MMT fordert genau abgestimmte Budgetdefizite in einer Größenordnung, die notwendig sei, um die aus den Nettosparwünschen des nichtstaatlichen Sektors resultierende Ausgabenlücke zu schließen. Daran gemessen dürften die staatlichen Haushaltsdefizite nicht zu niedrig sein, weil bei einem unzureichenden Defizit keine Vollbeschäftigung möglich sei, aber auch nicht zu hoch, da es in diesem Fall zu einer nachfrageinduzierten Inflation komme. Diese entstehe, wenn in einer Volkswirtschaft die nominalen Ausgaben die produktiven Kapazitäten überstiegen.

## Theorie
Die MMT analysiert vor allem gesamtwirtschaftliche Bilanzen und Kreisläufe – Mikrofundierte Modelle oder Erklärungen für langfristiges Wachstum oder dynamische Optimierung sind kein Forschungsgegenstand. Die MMT konzentriert sich dabei hauptsächlich auf eine Erklärung von Geldströmen. Reale Warenströme werden in der Analyse meist ausgeblendet.

### Geldsystem
Wesentlich für die Analyse der MMT ist die Unterscheidung von vertikalen und horizontalen Transaktionen. Die MMT baut dabei in weiten Teilen auf den Überlegungen der Functional Finance von Abba Lerner und der Theorie des Chartalismus auf.
Als vertikal werden die Transaktionen zwischen Wirtschaftssektoren bezeichnet, zum Beispiel zwischen dem Staat und dem Privatsektor. Horizontale Transaktionen finden innerhalb eines Wirtschaftssektors statt, etwa unter Geschäftsbanken. Dabei zählt die MMT die Zentralbank zum Staatssektor. Eine Regierung mit einem souveränen Währungsmonopol hat in der Regel ein Betriebskonto bei der Zentralbank. Von diesem Konto aus kann die Regierung Steuern und andere Zuflüsse ausgeben und auch erhalten. Jede Geschäftsbank hat auch ein Konto bei der Zentralbank, über das sie ihre Reserven verwaltet (d. h. Geld für Clearing und die Abwicklung von Interbankentransaktionen).
Wenn ein Staat Geld ausgibt, belastet das Finanzamt das Betriebskonto bei der Zentralbank und legt dieses Geld auf privaten Bankkonten (und damit im kommerziellen Bankensystem) an. Durch diese vertikale Transaktion erhöht der Staat die Gesamteinlagen im Geschäftsbankensektor. Über die Geschäftsbanken gelangt das Geld dann in den privaten Wirtschaftskreislauf, zu Haushalten und Unternehmen. Besteuerung funktioniert umgekehrt: Private Bankkonten werden belastet; damit sinken die Einlagen im Geschäftsbankensektor. Zusammengefasst bringt der Staat also durch Staatsausgaben Geld in Umlauf und die ökonomischen Agenten akzeptieren dieses Geld, da sie darin ihre Steuern an den Staat zahlen müssen.
Dadurch erklären sich zwei wesentliche Schlussfolgerungen der MMT:
1. der Staat kann in der eigenen Währung nicht pleitegehen, da er seine Schulden durch die Ausgabe neuen Geldes virtuell unbegrenzt bedienen kann.
2. der Staat muss sich sogar verschulden, um Geld in Umlauf zu bringen. Steuern sind in dieser Perspektive also kein Finanzierungsinstrument, sondern notwendig, um die im Umlauf befindliche Geldmenge zu reduzieren.

Geld entspricht in der Perspektive der MMT letztlich einer unverzinsten Staatsanleihe mit einer Laufzeit von Null.
Deshalb lehnt die MMT auch das Konzept der ricardianischen Äquivalenz ab, wonach die staatlichen Ausgaben von heute die Steuererhöhungen von morgen darstellen. Jede Generation könne frei über die Größe des Staatssektors entscheiden. Da der Staat ja selbst Geld in Umlauf bringen kann, müsse er sich auch nicht um höhere Steuern kümmern. Keine Generation muss jemals die Schulden einer vorherigen Generation über Steuern zurückzahlen. Für Vertreter der Modern Monetary Theory ist ein staatliches Defizit kein Ziel, sondern ein Instrument – das Ziel eines ausgeglichenen Staatshaushalts etwa sei nicht von Bedeutung; der Haushalt richte sich nach anderen makroökonomischen Zielgrößen. Anders gesagt, das Staatsbudget wird damit zum Instrument der Steuerung gesamtwirtschaftlicher Größen. Dies entspricht dem Konzept der Functional Finance. Auf die Realität der rechtlichen Unabhängigkeit von Zentralbanken in den westlichen Industrienationen wird durch die MMT erwidert, dass dies ja freiwillig auferlegte Beschränkungen seien und man diese auch im Zweifel beseitigen könne. Gleiches gilt auch für den Geldmultiplikator und staatliche Mindestreservequoten der Geschäftsbanken. Diese seien letztlich nur freiwillig auferlegt. Bei Banken würden vielmehr Profitabilitätserwägungen eine Rolle spielen, ob sie das Geld anlegen oder nicht.

### Außenhandel
Die Analyse des Geldsystems gilt nicht nur für geschlossene Volkswirtschaften, sondern auch für offene. Solange ein Staat sich nicht in einer ausländischen Währung verschuldet, oder keinen Wechselkurs verteidigen will/muss, kann auch hier von einer unbegrenzten Finanzierungsfähigkeit des Staates gesprochen werden. Die MMT stimmt allerdings dem ökonomischen Mainstream zu, dass die Verschuldung in einer Fremdwährung ein fiskalisches Risiko darstellen kann. In diesem Fall kann der Staat seine Auslandsschulden nur zurückzahlen, indem er dafür sorgt, dass seine Währung von Ausländern während des Zeitraums, in dem er die Schulden zurückzahlen möchte, kontinuierlich stark nachgefragt wird; ein Zusammenbruch der Wechselkurse würde die Schulden möglicherweise auf ein Vielfaches anwachsen lassen und eine Rückzahlung unmöglich machen. In diesem Fall kann die Regierung zahlungsunfähig werden oder versuchen, zu einer exportorientierten Strategie überzugehen oder die Zinssätze zu erhöhen, um ausländische Investitionen in die Währung anzuziehen. Beides wirkt sich negativ auf die Wirtschaft aus. Der Kapitalexport der heimischen Währung ist für die MMT jedoch lediglich eine Portfolioumschichtung und damit unbedenklich.
MMT-Vertreter wie Warren Mosler sagen, dass Handelsdefizite nachhaltig sind und sich kurzfristig positiv auf den Lebensstandard auswirken. Importe sind ein wirtschaftlicher Vorteil für die importierende Nation, weil sie die Nation mit realen Gütern versorgen. Exporte hingegen sind ein wirtschaftlicher Kostenfaktor für die exportierende Nation, da sie reale Güter verliert, die sie hätte verbrauchen können.
Billige Importe können auch zum Konkurs lokaler Firmen führen, die ähnliche Waren aber zu höheren Preisen anbieten, und damit zu Arbeitslosigkeit. MMT-Vertreter argumentieren aber, dass diese Überlegung ein subjektives Werturteil sei und kein wissenschaftliches Argument: Es liegt an einem Staat, zu entscheiden, ob er den Vorteil billigerer Importe höher einschätzt als die Beschäftigung in einer bestimmten Branche. In ähnlicher Weise kann ein Staat, der übermäßig von Importen abhängig ist, einen Angebotsschock erleiden, wenn der Wechselkurs erheblich fällt, obwohl die Zentralbanken auf den Devisenmärkten intervenieren können, um Wechselkursschocks zu vermeiden.

## Politische Implikationen
Die MMT-Vertreterin Stephanie Kelton nennt mehrere Punkte, die sich aus der MMT für die Fiskal- und Geldpolitik ergeben:
- Fiskalpolitik ist das wichtigste Mittel, um Vollbeschäftigung zu erreichen
- Eine expansive Fiskalpolitik kann die Bankreserven erhöhen, was die Zinssätze senken kann
- Staatliche Zinszahlungen sind proportional zu den Zinssätzen, daher ist eine Zinserhöhung der Notenbank eine Form der wirtschaftlichen Stimulierung: sie erhöht das Haushaltsdefizit und bringt so Geld in den privaten Sektor. Zinssenkungen sind dagegen eine Form der Austeritätspolitik
- Das Erreichen von Vollbeschäftigung kann über eine zentral finanzierte Arbeitsplatzgarantie erreicht werden, die als automatischer Stabilisator wirkt

Ehnts und Michael Paetz zeigten auf, dass „auf Basis der Einsichten der MMT auch die Eurozone krisenfest gemacht werden“ könne. Allerdings müsse dazu „die EZB die Zahlungsfähigkeit der nationalen Regierungen dauerhaft sicherstellen.“ Das setze jedoch ein politisches Umdenken voraus, indem „die Schuldengrenzen des Stabilitäts- und Wachstumspaktes durch ein Vollbeschäftigungsziel“ ersetzt werde. Dann könne „mit Hilfe eines umfangreichen Green New Deals die dringend notwendige ökologische Transformation begonnen werden.“

## Geschichte

### Vorläufer
1905 eröffnete Georg Friedrich Knapp seine Staatliche Theorie des Geldes mit der Argumentation, dass Geld – im Gegensatz zur Geldwerttheorie des Metallismus – seinen Wert aus der Rechtsordnung des Geld ausgebenden Staates (also aus der sogenannten Charta) schöpfe:

„Das Geld ist ein Geschöpf der Rechtsordnung. Es ist im Laufe der Geschichte in den verschiedensten Formen aufgetreten. Eine Theorie des Geldes kann daher nur rechtsgeschichtlich sein.“

Die MMT geht zurück auf diese Theorie des Chartalismus von Georg Friedrich Knapp, nach der ein Staat erst Geld in Umlauf bringt, bevor er es „durch Steuern wieder vernichtet“.
Diese Geldtheorie geht also davon aus, dass das Geld vom Staat geschaffen wird, indem er es als gesetzliches Zahlungsmittel deklariert, und dass die Währung ihren Wert dadurch erhält, dass der Staat die Macht hat, Steuern zu erheben, die in dieser Währung aufzubringen sind.
Der Wert einer staatlich ausgegebenen Goldmünze liegt nach Knapp nicht im inhärenten Wert des Goldes, aus dem die Münze geprägt wurde. Münzen seien vielmehr die „entseelten Überreste“ des Geldwesens. Dies werde schon bei Papiergeld klarer, das nicht einmal mehr einen nennenswerten materiellen Wert innehat. Entgegen der Metallismus-Argumentation, dass Papiergeld durch Edelmetalle gedeckt sei, sei alles staatlich ausgegebene (chartalistische) Geld Fiatgeld, und „[s]taatliches Geld wird daran erkannt, dass es vom Staate angenommen wird“.
Eine Folge dieser Sicht ist die Erkenntnis, dass auf Bundesebene (auf Länderebene ist es anders) die Steuern keine Staatsausgaben finanzieren, sondern umgekehrt die Emission staatlichen Geldes Steuerzahlungen erst ermöglicht. Da die MMT diesen Standpunkt übernommen hat, wird die Schule auch als chartalistisch beschrieben. Ihre Vertreter heben hervor, dass die Regelungen der Eurozone die nationalen Regierungen auf den Status von Bundesstaaten zurücksetzen, die sich nicht ohne Probleme selbst finanzieren können.
Mit Hilfe der doppelten Buchführung wurden u. a. die Kreditschöpfung, die Instrumente der Zentralbank und die fiskalischen Operationen analysiert. Ebenfalls wesentlich ist die Bilanzsichtweise mit T-Konten und die auf die Arbeiten von Wynne Godley zurückgehende Aufteilung der Wirtschaftssektoren in staatliche, private (Haushalte und Unternehmen) und externe (Rest der Welt) Bereiche. Die MMT betont im Gegensatz zu gängigen Mainstream-Ansätzen, dass die ökonomische Theorie der Bilanzierungslogik der realen Wirtschaft entsprechen müsse, woraus auch eine saldenmechanische Betrachtung der Makroökonomie folgt.
Weitere Grundpfeiler der MMT sind die Theorie der sog. „endogenen Kredit- oder auch Geldschöpfung“, nach der Banken gegen Sicherheiten Kredite gewähren, ohne dass sie dafür auf Ersparnisse zurückgreifen sowie das Konzept der „Functional Finance“ des britisch-amerikanischen Ökonomen Abba P. Lerner, wonach der Staat durch eine kontinuierliche antizyklische Wirtschaftspolitik den Wirtschaftszyklus begradigen soll, um bestimmte Ziele einschließlich Vollbeschäftigung zu erreichen.
MMT ist damit eine Geldtheorie, die den Einfluss von Regierungspolitik und -aktivitäten auf den Geldwert betont und das Geld als eine Rechnungseinheit mit einem Wert definiert, der von dem bestimmt wird, was die Regierung als Zahlung für Steuerpflichten akzeptiert.
Auch auf die Arbeiten des Ökonomen Hyman P. Minsky, der schon frühzeitig die Realitätsferne der neoklassischen Ökonomie thematisiert und den enormen Einfluss der Finanzmärkte auf die Ökonomie festgestellt und analysiert hatte, kann sich der MMT-Ansatz stützen. So zeigt der MMT-Vertreter Günther Grunert die große Bedeutung Minskys für die Entwicklung der MMT auf. Zudem verbindet Grunert in seiner Erklärung, weshalb es immer wieder zur Entstehung von Banken- und Finanzkrisen kommt, die Erkenntnisse der MMT zur Funktionsweise von Banken und zur Geldentstehung in heutigen Volkswirtschaften mit Minskys „Hypothese der finanziellen Instabilität“, welche die Transformation einer Wirtschaft von einer „robusten“ zu einer „fragilen“ Finanzstruktur beschreibt. Minsky vertrat die Auffassung, dass die Finanzierungsprozesse einer kapitalistischen Ökonomie endogene destabilisierende Kräfte entwickeln und hielt die Finanzinstitutionen des Kapitalismus für „von sich aus ruinös“. Die immer wieder auftretenden Finanz- und Wirtschaftskrisen seien vor allem durch die Instabilität der (Finanz-)Portfolios und der finanziellen Wechselbeziehungen begründet. Deshalb ist für ihn die Zentralbank als Lender of Last Resort unabdingbar. Während Minskys Rezepte von der Wirtschafts- und Geldpolitik aber längst umgesetzt werden, postuliert die Mainstream-Ökonomie nach wie vor, dass die freien Märkte von selbst dem Gleichgewicht zustreben würden. Insofern Minsky seinen vom ökonomischen Mainstream lange ignorierten Ansatz als dynamische Interpretation der General Theory von John Maynard Keynes betrachtete, ist auch MMT in dieser Tradition zu sehen.

### 20. Jahrhundert
Mit Full Employment and Price Stability veröffentlichte Warren Mosler 1997 den ersten genuinen MMT-Aufsatz in einer peer-reviewten Fachzeitschrift, dem Journal of Post Keynesian Economics (JPKE). In diesem Artikel argumentiert er, dass erstens Arbeitslosigkeit bedingt sei durch ein zu geringes Defizit des Staates (als Steuern minus Staatsausgaben) und zweitens der „Wert“ der Währung durch die Preise des Staates gesetzt werde. Die heutige Wirtschaftspolitik sei darauf ausgerichtet, durch die Zinspolitik der Zentralbank in Zeiten zu hoher Inflationsraten Arbeitslosigkeit zu schaffen. Dies kritisiert Mosler. Der Staat könne jederzeit Arbeitslosigkeit beseitigen durch ein Handeln als „Employer of Last Resort“ (Arbeitgeber der letzten Instanz).
Keine Krise ist Mosler’s Law zufolge so tief, dass sie nicht durch Geldschöpfung des Staates und Steuerreduzierung überwunden werden könne. Fundamental ist die Auffassung, dass der Staat als Monopolist über die Währung seine Ausgaben nicht „finanziert“, sondern der Schöpfer der Währung ist. Da der Staat die Mittel erst bereitstellen muss, er mithin die Steuerzahlung „finanziert“, kann die Erhebung von Steuern eigentlich keine Operation zur Finanzierung sein.
Die Finanz- und auch die Geldmarktpolitik sollen sich, gemäß Randall Wray, einem der Autoren der MMT, an öffentlichen Zielen, vor allem an der Vollbeschäftigung, orientieren, sie soll Arbeitslosigkeit, Rezessionen, Ungleichheiten und andere soziale Missstände bekämpfen.

### 21. Jahrhundert
Fachkonferenzen zu Modern Monetary Theory fanden in den 2000er Jahren an der University of Kansas City in Missouri statt, zuletzt 2016 als 1. International MMT conference, bevor die Konferenz 2018 an die New School for Social Research umzog. Die erste europäische MMT-Konferenz fand am 1. und 2. Februar 2019 in Berlin an der EBC-Hochschule statt und wurde von der Samuel-Pufendorf-Gesellschaft für politische Ökonomie e. V. organisiert. Die zweite Konferenz fand 2021 online statt, u. a. mit Warren Mosler, Achim Truger, Paul Sheard, Claudia Kemfert und anderen.
In Disziplinen wie der Soziologie, den Politikwissenschaften und den Rechtswissenschaften wird die MMT auch in Deutschland behandelt. So schrieb unter anderen der Hamburger Soziologe Aaron Sahr ein Buch zum „Keystroke-Kapitalismus“, der Bremer Politikwissenschaftler Wolfgang Krumbein ein Buch über Staatsfinanzierung durch die Zentralbank, und die Würzburger Juristin Isabel Feichtner einen Aufsatz über eine mögliche Untersuchung des Geldes aus der Perspektive des Rechts.
Doch auch Ökonomen in Deutschland schreiben zur MMT. Insbesondere Dirk Ehnts, der sowohl allein wie auch gemeinsam mit Ko-Autoren mehrere Werke veröffentlichte.
Der Webvideoproduzent Maurice Höfgen veröffentlichte zur Popularisierung der MMT 2020 in Deutschland das Buch Mythos Geldknappheit: Modern Monetary Theory oder warum es am Geld nicht scheitern muss.
Politische Proponenten der Theorie sind in den USA vor allem am linken Flügel der Demokratischen Partei verortet: So erklärte sich die Kongressabgeordnete Alexandria Ocasio-Cortez ebenso für die MMT wie der unabhängige US-Senator und Bewerber um die demokratische Kandidatur zur Präsidentschaftswahl, Bernie Sanders, dessen wirtschaftspolitische Beraterin Stephanie Kelton eine Hauptvertreterin der Theorie ist.

## Rezeption
Eine differenzierte Sicht auf die MMT hat Jens Südekum, Professor für VWL und Mitglied im wissenschaftlichen Beirat beim Bundeswirtschaftsministerium. Er erkennt als Verdienst der MMT an, dass sie klargestellt habe, wie bestimmte Abläufe tatsächlich sind, dass der Staat nicht erst Geld einsammeln muss, um es ausgeben zu können, sondern umgekehrt. Nicht die starre Obergrenze von 60 % des BIP, wie sie die Maastricht-Kriterien festlegte, sei die Grenze der Verschuldung, „sondern letztendlich die Vollauslastung der Volkswirtschaft“, was schon der Keynesianismus gelehrt habe. Ähnlich wie Ehnts ist Südekum der Meinung, dass man bei so niedrigen Zinsen wie in den letzten Jahren, die sich daraus ergebenden Potenziale nutzen solle. Im Gegensatz zur MMT sagt Südekum, dass man die Risiken hoher Staatsverschuldung immer im Blick haben müsse. Doch auch nach der Corona-Krise müsse der Staat expansiv bleiben, aber gleichzeitig „gut überlegen, wofür genau wir dieses Geld ausgeben.“ Die nötige Transformation der Wirtschaft bedeute „riesigen Handlungsbedarf“ für den Staat. Keynesianismus und MMT seien sich einig, dass man mit der Schuldenbremse die Aufgaben nicht schaffen könne, sondern eine neue Makropolitik brauche und Vollbeschäftigung ein wichtiges Ziel sei.

### Kritik
Der US-amerikanische Ökonom Paul Krugman kritisiert die Modern Monetary Theory als „Rezept für sehr hohe Inflation, vielleicht sogar Hyperinflation“, sobald die Situation der „Liquiditätsfalle“ nicht mehr vorliegt: Eine ständig steigende Geldmenge führt, so Krugman, zu einer massiven, d. h. jedenfalls überproportionalen Verringerung der Nachfrage nach dieser Währung, letztlich zur Zerstörung dieser Währung.
Während die These von der unbeschränkten Verschuldungskapazität eines Staates mit eigener Währung wohl für ein großes Land wie die USA oder China gelten mag, das sich auch im Ausland in der eigenen Währung verschulden kann, gilt sie aber kaum für ein Land wie etwa Island, das von seinen ausländischen Kreditgebern abhängig bleibt. Fraglich ist insbesondere auch, wie es sich mit den Ländern der Eurozone verhält, die ja einer gemeinsamen Währungsunion mit einer von den einzelnen Regierungen de jure unabhängigen Zentralbank (der EZB) angehören.
In einem Working Paper der gewerkschaftsnahen Hans-Böckler-Stiftung wird die Modern Monetary Theory als „polemische Politik für Depressionszeiten“ bezeichnet, der die ökonomische Fundierung fehle. Insbesondere fehle eine Begründung für die Annahme, dass Vollbeschäftigung und stabile Verbraucherpreise durch die MMT gleichzeitig garantiert werden können. IMK-Präsident Sebastian Dullien schrieb zusammen mit Silke Tober: „Im Einklang mit anderen postkeynesianischen Theorien leitet MMT eine inhärente Instabilität der geld- und kreditvermittelten Volkswirtschaften ab sowie eine Tendenz dieser, Unterbeschäftigungsgleichgewichte zu produzieren und in solchen zu verharren.“ In dem Papier werden Vor- und Nachteile von MMT diskutiert.
Der frühere demokratische US-Finanzminister Larry Summers kritisiert die MMT als „Voodoo-Ökonomie“, die einige teilweise gültige Annahmen bis zu einem „grotesken Punkt“ jenseits der Gesetze der Arithmetik ausdehne. MMT-ähnliche Politikvorstellungen seien wesentlich für die Hyperinflation in lateinamerikanischen Staaten (u. a. Venezuela) verantwortlich. Das Anliegen, die Fiskalpolitik wirksamer und effizienter zu gestalten, sei grundsätzlich berechtigt, die MMT aber das falsche Instrument dafür.
John Mauldin bezeichnet die MMT als „ökonomisch unkundigen Wahnsinn“. Andreas Uhlig bezieht das auf den „Kernsatz, dass staatliche Haushaltsdefizite und Staatsverschuldung kein Grund für Beunruhigung seien, denn wenn die Staatsausgaben nicht durch die Einnahmen gedeckt würden, könnten sie stets von der Notenbank finanziert werden. Kein Staat könne pleitegehen, sofern er über eine eigene Währung verfüge und die Schulden auch in dieser gemacht seien. Mit dieser steilen These umgehen Anhänger der MMT die unbequeme Tatsache, dass auch Regierungen und Staaten an wirtschaftliche Grenzen stoßen können wie Privathaushalte und Unternehmen.“
Eine Untersuchung der University of Chicago Booth School of Business ergab, dass unter den führenden Ökonomen keiner den darin zusammengefassten Kernthesen von MMT zustimmte. Allerdings sah sich diese Umfrage selbst der Kritik durch einige MMT-Vertreter ausgesetzt, denn den zwei dort zur Bewertung vorgegebenen angeblichen Kernthesen würden auch sie selbst nach eigenem Bekunden niemals zustimmen, da diese gar nicht im Einklang mit der MMT stünden.
Eine Analyse der deutschsprachigen Version der MMT listet zahlreiche sachliche Fehler auf (logische Widersprüche, verkürzte Darstellung von Zusammenhängen, ungenaue Formulierungen, Konflikte zwischen Theorie und Empirie, Verwechslung von Kausalzusammenhängen und Identitäten). Dirk Ehnts verteidigte seine Auffassung im Wirtschaftsdienst.
2021 wurde ein Papier von zwei Autoren der Banque de France veröffentlicht, welches sich mit der MMT auseinandersetzt. Darauf antwortete Dirk Ehnts seinerseits mit einer Kritik an der Kritik und forderte die Autoren auf, ihrerseits die Geldschöpfung des französischen Staats zu erklären.
Aus einer an Karl Marx und dessen Kritik der politischen Ökonomie orientierten Perspektive kritisiert Ingo Stützle die MMT dafür, dass sie keinen „adäquaten Begriff von Geld“ und „von Kapitalismus“ habe, was dann in der Folge zu „Fehlschlüssen“ führe. Die wichtigste Folge dessen sei, dass die MMT die „notwendige Begrenztheit staatlicher Verfügungs- und Gestaltungsmacht im Kapitalismus“ nicht im Blick habe. Die Zentralität „gesellschaftliche[r] Machtverhältnisse“ werde in der MMT nicht beachtet. Auch würden die „Geldfunktionen“ nur gelegentlich ausbuchstabiert werden, was wiederum zu falschen Schlussfolgerungen führe.

### Rechtfertigung
Vertreter der MMT weisen diese und ähnliche Kritik vehement zurück. Insbesondere die These einer drohenden (Hyper-)Inflation sei abwegig, da die MMT keineswegs beliebig hohe Staatsdefizite propagiere. Vertreter der MMT werfen zudem Kritikern der MMT vor, ihnen Behauptungen zuzuschreiben, die kein Vertreter der MMT jemals so aufgestellt hat. Der Ökonom Bert Rürup argumentiert in einem Kommentar, der die Zentralbankgeldmengenausweitung in Folge der Coronakrise zum Inhalt hat, dass die EZB „ganz im Sinne der ‚Modern Monetary Theory‘ darauf angewiesen sein [wird], dass die Staaten des Euro-Raums einen Konsolidierungskurs über höhere Steuern und niedrigere Ausgaben einschlagen“. Diese Interpretation wird allerdings von MMT-Vertretern strikt abgelehnt, da es sich bei ihr „um eine grob verzerrte Darstellung der zentralen Aussagen der MMT“ handele.
Nicht zutreffend ist auch die Behauptung, die MMT unterstelle eine unbeschränkte Verschuldungskapazität von Staaten mit souveränen Währungen, die sich auch auf die Verschuldung in eigener Währung im Ausland erstrecke. Kein Vertreter der MMT definiert monetäre Souveränität in dieser Weise.